# Nelsensio Byingingo
Nelsensio Byingingo (ur. 7 lipca 1950 lub 1951) – ugandyjski lekkoatleta, długodystansowiec i chodziarz.

## Osiągnięcia
| Rok  | Impreza                                    | Miejsce   | Konkurencja                   | Lokata     | Wynik   |
| ---- | ------------------------------------------ | --------- | ----------------------------- | ---------- | ------- |
| 1977 | Mistrzostwa Afryki Wschodniej i Centralnej | Mogadiszu | bieg na 3000 m z przeszkodami | 1. miejsce | 8:33,6  |
| 1982 | Mistrzostwa Afryki                         | Kair      | chód na 20 km                 | 3. miejsce | 1:57:02 |

## Rekordy życiowe
- Bieg na 3000 metrów z przeszkodami – 8:33,6 (1977) były rekord Ugandy[5]
- Chód na 20 kilometrów – 1:57:02 (1982) rekord Ugandy[6]